# M. Pokora (album)
Albums de M. Pokora
Notre étoile (avec les linkup) Player
(2006)
Singles
1. Showbiz (The Battle)
Sortie : 15 novembre 2004
2. Elle me contrôle (feat. Lady Sweety)
Sortie : 4 avril 2005
3. Pas sans toi
Sortie : 10 octobre 2005

M. Pokora est le premier album du chanteur français M. Pokora sorti en 2004 en France. 
Il s'agit du premier album du chanteur après la séparation de son groupe Linkup.

## Genèse de l'album
Le premier album de M. Pokora est édité chez EMC Records, distribué par Universal et M6.

## Caractéristiques de l'album
Écriture, réalisation des chansons et influences
Les titres de l'album sont tous co-écrits et co-produits par M. Pokora. Les compositions sont réalisés par Kore & Skalp, Bionix, Little D.

## Liste des pistes
| 1.    | Saga 05 - Intro                      | M. Pokora                                      | Doc Ness, E-Rise  | Doc Ness, E-Rise                     | 2:16 |
| 2.    | Showbiz (The Battle)                 | M. Pokora, Da Team, Georges Padey              | Kore & Skalp      | Kore & Skalp                         | 3:10 |
| 3.    | Elle me contrôle (feat. Lady Sweety) | M. Pokora, Lady Sweety, Da Team, Georges Padey | Kore & Skalp      | Kore & Skalp                         | 3:46 |
| 4.    | Pas sans toi                         | M. Pokora, Da Team, Georges Padey              | Kore & Skalp      | Kore & Skalp                         | 4:23 |
| 5.    | Vie de star                          | Dalvin                                         | Bionix, Dalvin    | Bionix                               | 3:03 |
| 6.    | Señorita (feat. Dalvin)              | M. Pokora, Dalvin                              | Dalvin            | Dalvin, Georges Padey, M. Kool Louis | 3:23 |
| 7.    | Combien de temps                     | Jango Jack                                     | Doc Ness, E-Rise  | Doc Ness, E-Rise                     | 3:52 |
| 8.    | Tourne pas le dos                    | M. Pokora, Kore & Skalp                        | Kore & Skalp      | Kore & Skalp                         | 3:26 |
| 9.    | Parti trop tôt                       | M. Pokora                                      | M. Pokora, Dalvin | Doc Ness, E-Rise, Georges Padey      | 3:26 |
| 10.   | L'objet du désir                     | Da Team, Georges Padey                         | David Adet        | Georges Padey, Little D, Da Team     | 3:18 |
| 11.   | L'adrénaline                         | Da Team, Georges Padey                         | David Adet        | Little D                             | 3:24 |
| 12.   | Au rythme de ma voix (feat. Asto)    | M. Pokora, Asto                                | Doc Ness, E-Rise  | Little D, Doc Ness, E-Rise           | 3:47 |
| 41:14 |                                      |                                                |                   |                                      |      |

| Édition 2 | Édition 2                                         | Édition 2                                      | Édition 2    | Édition 2              | Édition 2 | Édition 2 | Édition 2 | Édition 2 | Édition 2 |
| No        | Titre                                             | Paroles                                        | Musique      | Réalisateur artistique | Durée     |           |           |           |           |
| --------- | ------------------------------------------------- | ---------------------------------------------- | ------------ | ---------------------- | --------- | --------- | --------- | --------- | --------- |
| 13.       | Showbiz (The Battle) [Club Version]               | M. Pokora, Da Team, Georges Padey              | Kore & Skalp | Kore & Skalp           | 4:30      |           |           |           |           |
| 14.       | Elle me contrôle (Radio Edit) (feat. Lady Sweety) | M. Pokora, Lady Sweety, Da Team, Georges Padey | Kore & Skalp | Kore & Skalp           | 3:47      |           |           |           |           |
| 49:21     |                                                   |                                                |              |                        |           |           |           |           |           |

### Crédits
- Mixé par : Bionix (5), Chris Chavenon (1, 3, 6, 7, 9 à 12), Jean Da (2, 4 to 7, 9, 11, 12)
- Assistant mixage : 20cent (1, 3, 8, 10)
- Enregistré par : Georges Padey (1), Hakeem Montanelli (1, 4 à 12), Kore & Skalp (2 et 3)
- Photographe : Julien Pelgrand
- DA : Julien Pelgrand / Artwork : Jérôme Colliard

## Classements
| Classement (2004-07)         | Meilleure position |
| ---------------------------- | ------------------ |
| Belgique (Wallonie Ultratop) | 28                 |
| France (SNEP)                | 21                 |

### Certification
| Pays          | Date            | Certifications | Ventes  |
| ------------- | --------------- | -------------- | ------- |
| France (SNEP) | 2 novembre 2004 | Or             | 185 000 |